# Judith de Évreux
Judith de Évreux (Evreux, 1050-Palermo 1076) fue la primera condesa de Sicilia por su matrimonio con Roger I de Sicilia.

## Biografía
Judith es hija de Guillermo de Évreux y Helvise de Nevers. La leyenda dice que Roger se enamoró de ella después de verla en el monasterio benedictino de San Evrault, donde fue enviada con su hermana Emma. La boda tuvo lugar en San Martino en Saline Valley en 1061.
Hay poca información acerca de la primera condesa de Sicilia, un país atormentado por las invasiones sarracenas. A menudo aparece junto a su marido destacándose por su valentía.
En 1080, poco después de que Roger zarpara de Sicilia, para ayudar a su hermano Roberto Guiscardo, Judith muere.

## Descendencia
De su matrimonio con el conde Roger de Sicilia, nacieron cuatro hijas:
- Flandina (muere c. 1094), se casó dos veces: primero con Hugo de Circea, primer conde de Paterno y después con Enrique del Vasto, hermano de Adelaida del Vasto.
- Matilda (c. 1062 - 1094), se casa en 1080 con Raimundo IV de Tolosa.
- Adelisa (muere c. 1096), se casa en 1083 Enrique, conde de Monte Sant'Angelo.
- Emma (c. 1070 - 1120), pedida en matrimonio por Felipe I de Francia, se casa primero con Guillermo (o Roberto), conde de Clermont y en segundas nupcias con Rodolfo Macabeo, Conde de Montescaglioso.